# دینو گالپارولی
دینو گالپارولی (انگلیسی: Dino Galparoli؛ زادهٔ ۱ ژوئن ۱۹۵۷) بازیکن فوتبال اهل ایتالیا است.
از باشگاه‌هایی که در آن بازی کرده‌است می‌توان به باشگاه فوتبال آلساندریا، باشگاه فوتبال رجانا، باشگاه فوتبال برشا، و باشگاه فوتبال اودینزه اشاره کرد.